# HŽ Putnički prijevoz
HŽ Putnički prijevoz è il principale operatore ferroviario per il trasporto di passeggeri in Croazia, interamente posseduto dallo stato.

## Storia

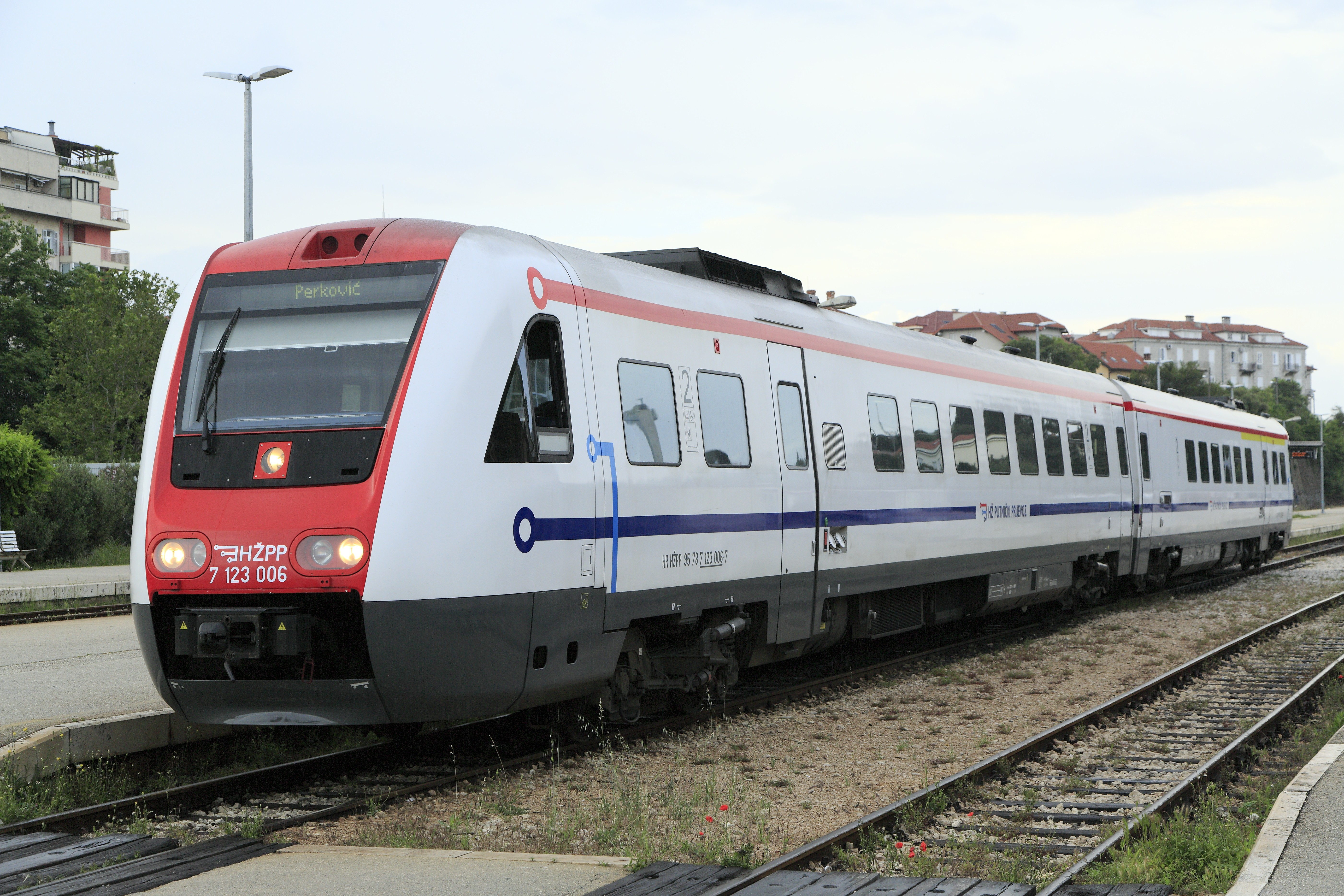
Treno HŽPP in servizio verso Spalato

L'azienda è stata fondata nel 2007 a seguito della scissione della precedente Hrvatske Željeznice che, oltre al trasporto di passeggeri, si occupava anche del trasporto merci e della gestione dell'infrastruttura ferroviaria.